# Merodon constans
Merodon constans là một loài ruồi trong họ Ruồi giả ong (Syrphidae). Loài này được Rossi mô tả khoa học đầu tiên năm 1794. Merodon constans phân bố ở vùng Cổ Bắc giới